# Art flavi
L'art flavi és la producció artística de l'Imperi Romà durant la dinastia Flàvia (emperadors Vespasià, Tit i Domicià), del 69 al 96.
En aquella època es va desenvolupar l'art romà superant la forta tutela de l'art neoàtic, que havia aplanat les experiències més originàriament «romanes» de la República tardana afavorint una imitació freda i idealitzada dels models de l'art clàssic grec.
Ja en temps de Claudi i Neró, l'escultura va començar a moure's amb més independència de la tutela del prestigiós art atenès, desfent-se'n quasi definitivament sota els Flavis. Encara no s'ha aclarit del tot si l'art flavi va passar d'una nova inspiració autònoma o si simplement va canviar de model, mirant les experiències d'altres ciutats hel·lenístiques, com les d'Àsia Menor, també per l'estudi de les formes artístiques de les ciutats gregues en època romana.
A l'escultura van aparèixer dues tendències més evidents: l'ús d'un clarobscur més matisat en el baix relleu i l'ús de la col·locació de les figures en un espai infinitament obert (optimització espacial, circulació de l'atmosfera al voltant de les imatges, etc.) .

## Arc de Titus
Monument símbol de l'època Flavia és l'Arc de Titus (datat entre els anys 81 i 90). La seva arquitectura és indiscutiblement més compacta i més pesada que els arcs de l'època augusta (com l'arc de Susa), en clara allunyament de l'elegància d'origen hel·lenístic. Aquí apareix per primera vegada a Roma el capitell compost jònic-corinti, típic de l'art romà (potser una invenció augustea) i vinculat a un gust sobreabundant que es podria definir com a «barroc». Els nombrosos relleus interns del fòrnix són extraordinàriament significatius i mostren dos moments de la processó triomfal que va tenir lloc l'any 71 després de la presa de Jerusalem per Titus. En aquests relleus, el relleu històric romà queda totalment definit en tots els seus aspectes: les figures engrossides i, sobretot, l'alçada del relleu coherent amb la col·locació de les figures a l'espai, una autèntica innovació respecte a l'hel·lenisme.

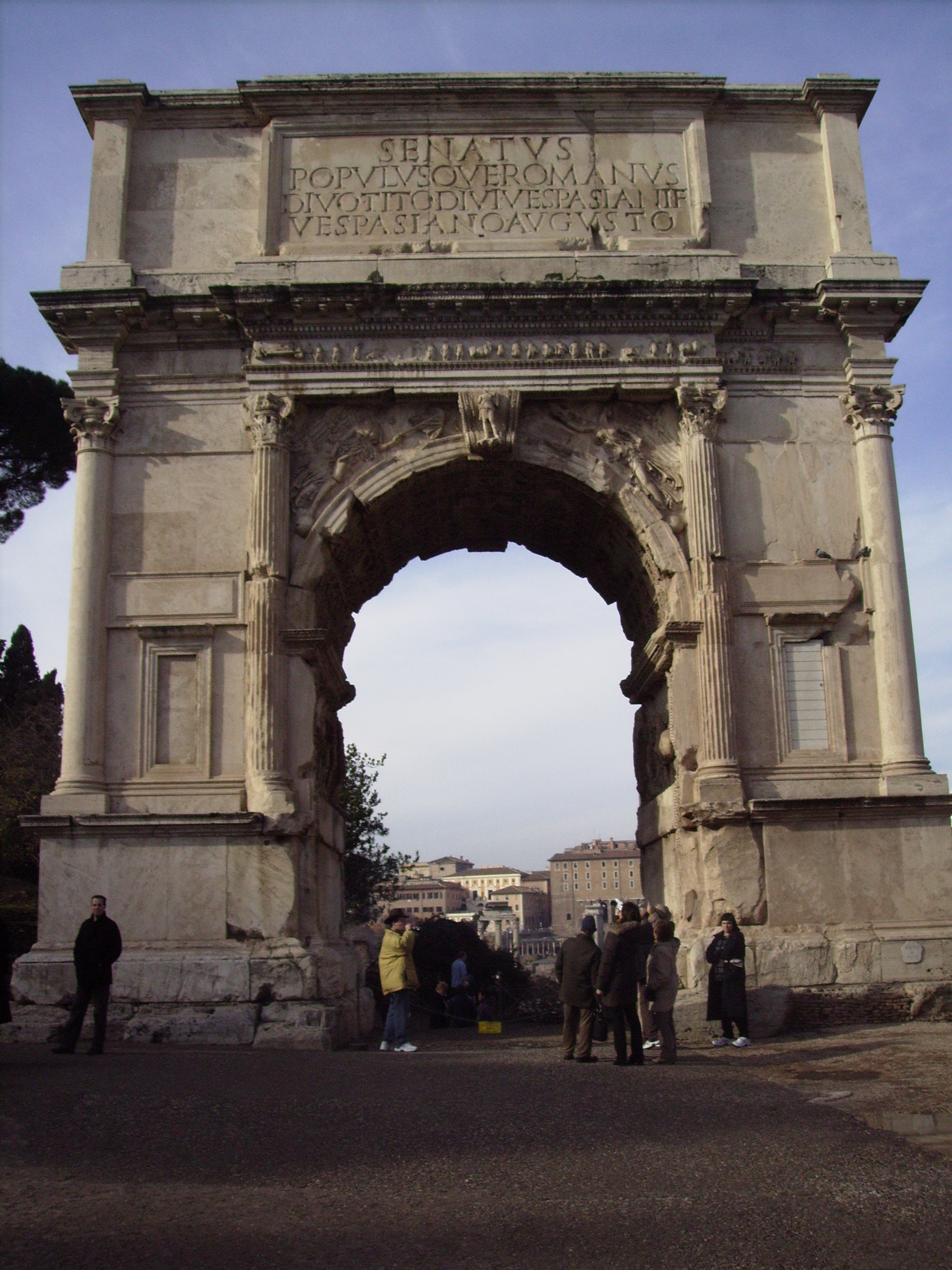
Arc de Titus
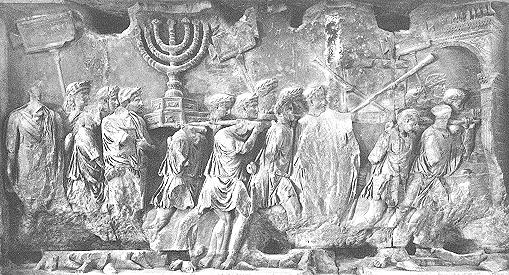
Relleu de la processó a l'Arc de Titus

En aquestes obres, de fet, les figures individuals són com si es moguessin en un espai lliure i la diferent alçada dels relleus (des dels caps dels cavalls fins als caps i les llances en forma de fons) crea la il·lusió d'un espai atmosfèric real. A més, les figures no es mouen en línia recta, sinó en una línia corba convexa, ben visible en el relleu de la processó, on a l'esquerra es veuen les figures en tres quarts i de cara, i a l'extrem dret es veu l'esquena quan entren sota el fòrnix de la Porta Triumphalis. L'espectador té així la sensació d'estar envoltat i gairebé tocat per la processó, segons una tendència que es desenvoluparà més en el «barroc» antoní a partir del segle iii.

## Altres escultures
La presència de novetats perdurables, més que no pas la perpetració d'un repertori com en l'època augustea, també queda demostrada pels dos grans relleus domicians del Palazzo della Cancelleria (c. 90), encara impregnats del classicisme de l'època de Claudi, però també amb una dèbil referència a la disposició de les figures al llarg d'una línia convexa (relleu A), anticipant (si bé encara tímidament) els relleus de l'arc de Titus.

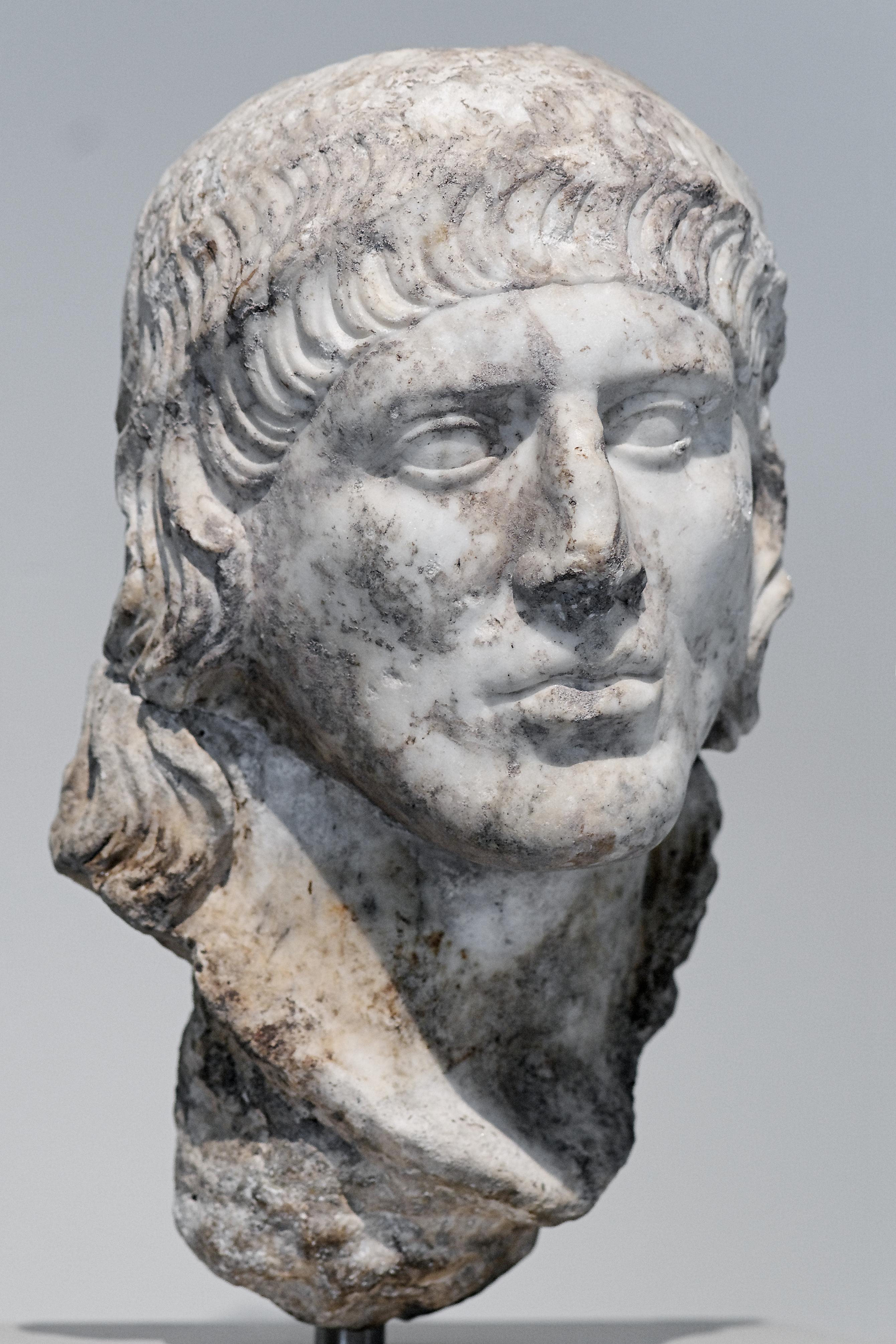
Retrat de l'època Flàvia (Museu Metropolità d'Art de Nova York)
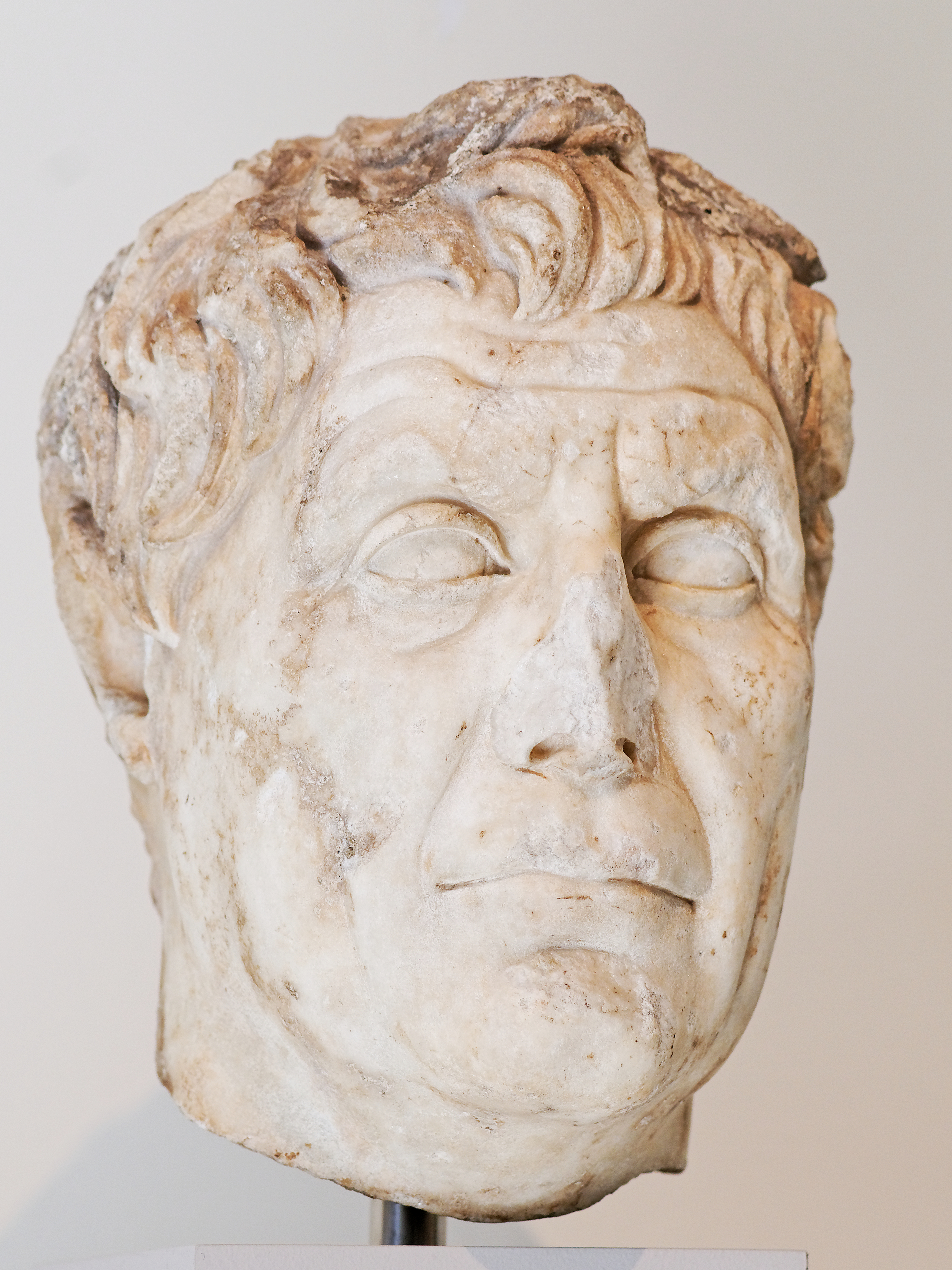
Retrat del període Flavi o inici del període Trajà (Museu Metropolità d'Art de Nova York)

## Arquitectura
A Roma, el gran incendi del 64 va provocar tal destrucció que va fer necessària la reconstrucció de la ciutat, amb criteris completament nous. Es van obrir noves places, els carrers es van fer més amples i amb arcades, i es van reconstruir les cases d'una alçada més limitada.

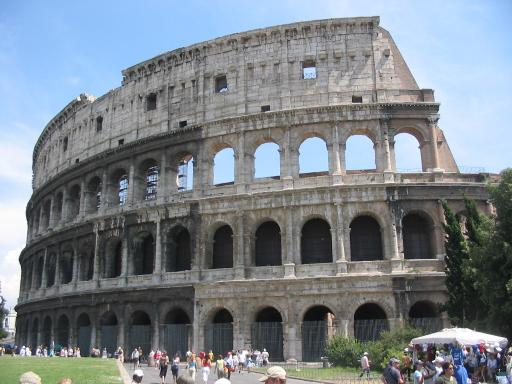
El Colosseu

Després de la identificació de nous punts focals en el segle immediatament anterior (els Fòrums Imperials i el Camp de Mart), durant l'època Flàvia i en particular sota Domicià, també es va emprendre la monumentalització del Turó del Palatí, ja primer nucli arcaic de Roma, després la zona de residències patrícies republicanes, i finalment destinada a esdevenir la zona de residències dels emperadors. August ja havia viscut al turó, potser a l'anomenada casa de Lívia, un edifici que no és monumental sinó decorat amb valuoses pintures de segon estil, on havien viscut Tiberi, Calígula i Neró. Però el palau més grandiós va ser construït per Domicià, l'arquitecte del qual (Rabirus) va construir una construcció en almenys tres nivells de la qual queden grans ruïnes. Un pis estava situat al turó i dos als vessants, segons una articulació global en quatre parts: la domus Flàvia (àrea de representació i per a funcions oficials), la domus Augustana (residència privada imperial), l'estadi i les termes.
El desenvolupament arquitectònic a l'època Flàvia va tenir una importància fonamental per a la implantació de noves tècniques, capaces de conduir a un desenvolupament posterior de les optimitzacions espacials. Ja a l'època de Neró es van experimentar noves solucions, com la sala octogonal de la Domus Aurea, influenciada pels models siríacs de base poligonal. Però és sobretot en aquest període que es va estendre l'ús de la cúpula hemisfèrica (Domus Transitoria, Domus Aurea i nimfeu Domicià a Albano Laziale), el desenvolupament de les voltes de creueria (Colosseu), l'ús de material lleuger per a les voltes (àmfores), l'ús de nervis amb arcs de maons en sèrie i el desenvolupament de voltes de canó, que arriben als 33 metres de diàmetre al vestíbul de Domicià del Fòrum Romà.

## Principals construccions de l'art flavi
- Colosseu
- Temple de la Pau
- Termes de Titus
- Palau de Domicià
  - Domus Flàvia
  - Domus Augustana
  - Domus Transitoria
  - Stadio di Domiziano
- Forum de Nerva
- Arc de Titus
- Odeó de Domicià